# Волан-де-Морт: Корни наследника
«Волан-де-Морт: Корни наследника», также «Волан-Де-Морт: Истоки Наследника» (англ. Voldemort: Origins of the Heir) — англоязычный итальянский фильм в жанре тёмного фэнтези, поставленный Джанмарией Пеццато и спродюсированный Стефано Престией, неофициальный фанатский приквел серии фильмов о Гарри Поттере. Часть средств на создание фильма была собрана при помощи краудфандинга. Согласно заявлениям создателей, проект не рассчитан на получение финансовой прибыли.
Первый концепт-трейлер появился на YouTube в марте 2017 года. Официальный тизер вышел на Facebook и YouTube в мае 2017 года. Видео на Facebook набрало 30 млн просмотров менее, чем за 48 часов. 1 декабря 2017 года на Youtube был выложен финальный трейлер.
Правообладатель на фильмы о Гарри Поттере, студия Warner Bros. дала разрешение на съёмки. Фильм был выложен на YouTube 13 января 2018 года.

## Задумка
«Волан-де-Морт: Корни наследника» показывает становление Тома Реддла величайшим тёмным магом современности.
На официальном сайте фильма указано: «Нас [создателей] интересовало: что побудило Тома Реддла стать Волан-де-Мортом? Что произошло за эти годы и что случилось в Хогвартсе, когда он вернулся? Книги дают подсказки к ответам на эти вопросы, но они совсем не поднимаются в фильмах, и ответы зачастую остаются за семью печатями. Это мы и хотим рассказать: историю восхождения Волан-де-Морта до его первой встречи с Гарри Поттером, приведшей к падению».

## Сюжет
Фильм рассказывает о юности Волан-де-Морта, сильного тёмного мага из Поттерианы, и о том, как современники узнали его и стали бояться произносить его имя. Помимо Волан-де-Морта в фильме появятся и другие персонажи — его однокурсники с других факультетов Хогвартса. В центре сюжета будет серия таинственных убийств, которые расследует волшебница Гриша МакЛаген.

## В ролях
- Стефано Росси в ролях Тома Марволо Реддла — тёмного мага, выпущенного из Хогварста, главного антагониста саги. Озвучка: Митчелл Торнтон.
- Давиде Эллена в роли Волан-де-Морта. Озвучка: Митчелл Торнтон.
- Магдалена Оркали в роли Гриши МакЛагген, главной героини фильма, наследницы Гриффиндора, противостоящей Волан-де-Морту. От её лица ведётся повествование в трейлере.
- Аврора Морони в роли юной Гриши МакЛагген.
- Андреа Деанези в роли Виглефа Сигурдссона, наследника Кандиды Когтевран.
- Андреа Бальо в роли юного Виглефа Сигурдссона.
- Джельсомина Бассетти в роли Хепзибы Смит.
- Андреа Бонфанти в роли Лазаруса Смита, наследника Пенелопы Пуффендуй.
- Алессио Далла Коста в роли генерала Макарова.

## Съёмочная группа
- Джанмария Пеццато — режиссёр-постановщик, автор сценария, монтажёр, создатель визуальных эффектов
- Стефано Престиа — продюсер, постановщих спецэффектов на площадке, звукорежиссёр
- Микеле Пурин — оператор-постановщик, пиарщик
- Соня Струзи — гримёр
- Сильвия Дальпьяц — художник
- Мэттью Стид — композитор
- Мануэль Вентурини — ассистент по производству

## Отзывы
Приём у фильма был, как правило, смешанным, причем большинство обозревателей хвалили специальные эффекты и съёмку, но отмечали проблемы с актёрской работой и режиссурой. Кат Браун из The Telegraph дала фильму «Два теплых напитка из пяти», отметив, что, хотя «актеры одинаково великолепны», они заметно старше своих персонажей. Браун в основном положительно оценила технические аспекты, заявив, что магия была впечатляющей, особо отметив движущиеся фотографии, сов и кинематографичность натуры для съёмок. Похожие комментарии и у Каллы Валквист из The Guardian: «Пеццато делает странные вещи с углами камеры» и «английский дубляж слаб», но «визуальные эффекты во многих местах лучше, чем у многомиллионных фильмов Warner Brothers. Костюмы и декорации также хороши», и, кроме того, ей понравился завершающий сюжетный твист. Рик Остин из «Крепости одиночества» высоко отзывался о режиссуре Пеццато, но раскритиковал «историю, кастинг, слабый дубляж, обрывочность монтажа и дизайн производства». В духе прочих рецензентов, Остин отметил несоответствие возраста актеров и изображаемых персонажей, но был впечатлен спецэффектами.

## Перевод
На русском языке в профессиональном озвучивании фильм был выпущен студией No Future 16.01.2018 на YouTube.